# Virgen de Nuria
La Virgen de Nuria es una advocación mariana que se venera en el municipio de Queralbs, situado en el valle de los Pirineos (provincia de Gerona), en Cataluña (España). Su aparición tuvo lugar en el valle de Nuria. El vocablo "Nuria" significa "la nacida en un valle entre montañas". 

## Historia
Cuenta la leyenda que san Gil, en el siglo VIII, esculpió en madera la primera imagen de la Virgen. Al cabo de los años, en 1079, unos pastores, entre ellos Amadeo de Dalmacia encontraron la cueva de san Gil y, en ella, la imagen de madera de la Virgen de este valle. Desde entonces, la imagen fue venerada en un santuario que se erigió en su honor.
Durante la Edad Media, se construyó un hospital o albergue para alojar a los peregrinos. De ello da constancia la bula del año 1162, del papa Alejandro III, que habla de una Domus Hospitalis S Mariae de Annúria, documentación donde aparece por primera vez el nombre annus, situada al lado de la capilla y también el mismo papa instituye el día 8 de septiembre como día de la Virgen. Su presencia también podría ser justificada por la ruta transpirenaica que cruzaba el lugar de los Siete Valles en este mismo año.
Durante la guerra civil española, por el temor de ser destruida, un gerundense trasladó la imagen a Suiza, para devolverla nuevamente cuando terminó la guerra.[cita requerida]
El día 5 de enero de 1965 el papa Pablo VI autorizó la coronación canónica de la imagen. La ceremonia oficial tuvo lugar el 13 de julio de 1967. Los padrinos fueron Ramón Mas-Bagà Cros y su esposa Nuria Blanc Bertrand y su fiesta se estableció el 8 de septiembre.
Coincidiendo con este hecho, la imagen fue robada el 9 de julio. Desde el primer momento se apuntó sobre la razón que cabe suponer se trata de una acción para el entorpecimiento y desprestigio de las fiestas programadas. Esta impresión se confirmó el día 12 al difundirse un comunicado de una desconocida “comisión de sacerdotes y militantes de Acción Católica”, reivindicó el robo de la talla de la Virgen de Nuria, del siglo XII. Condicionaba su devolución a la dimisión del arzobispo de Barcelona, monseñor Marcelo González, nombramiento de obispos catalanes en Cataluña y retorno del exabad del monasterio de Monserrat, Aurelio María Escarré que estaba en Italia. A pesar de las activas investigaciones de las fuerzas del orden no se localizó a los autores. Esto hizo que la coronación fuera realizada con una copia de escayola.
En 1972, cuando ya había sido sustituido el arzobispo, el abad de Monserrat había fallecido y se había logrado de hecho que los obispos nombrados fueran catalanes, fue devuelta bajo secreto de confesión.

## Etimología
El vocablo Nuria procede del euskera, debido a que este idioma se habló en casi la mayor parte de los Pirineos, y al parecer su significado es ‘aquella nacida en un valle entre montañas’.
También se indica que el nombre Nuria deriva de la palabra hebrea נוּרְיָא (Nurya), en origen Nura, a su vez proviene del arameo נוּרָא nehiyr, que significa ‘iluminación’, ‘sabiduría’ (de Dios) o del nombre árabe نورة), nur, ‘iluminar’, y por lo tanto ‘luminosa’, ‘brillante’.

## El Santuario
La iglesia actual es de construcción reciente y tiene forma de cuadrado abierto por uno de los lados. A su lado, además del hotel, se encuentran cuatro casas destinadas a acoger a los peregrinos. Justo enfrente se encuentra la capilla de San Gil donde, según la leyenda, se encontró la imagen de la virgen. Fue construida en 1615 y ampliada con posterioridad.

## Galería

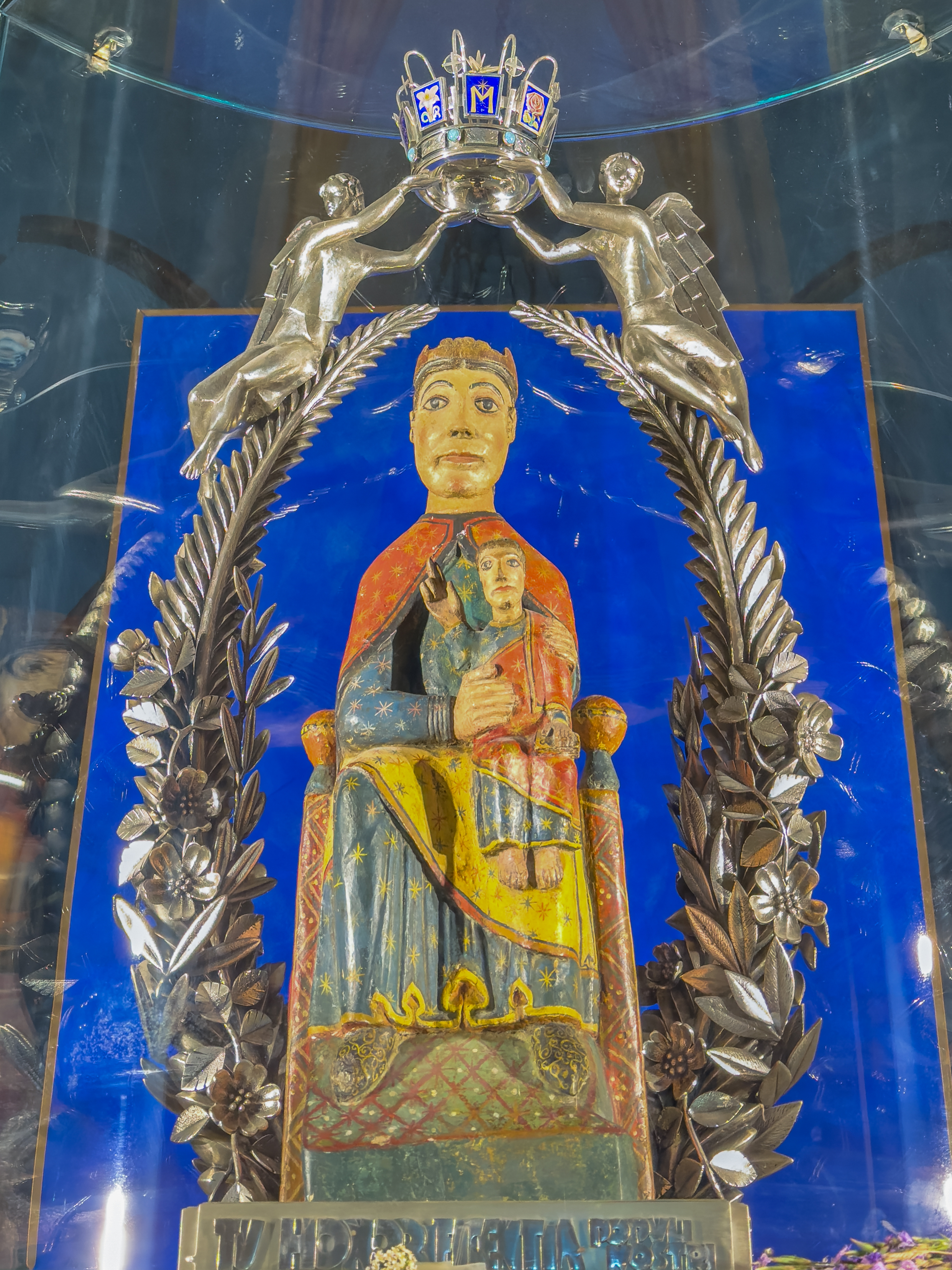
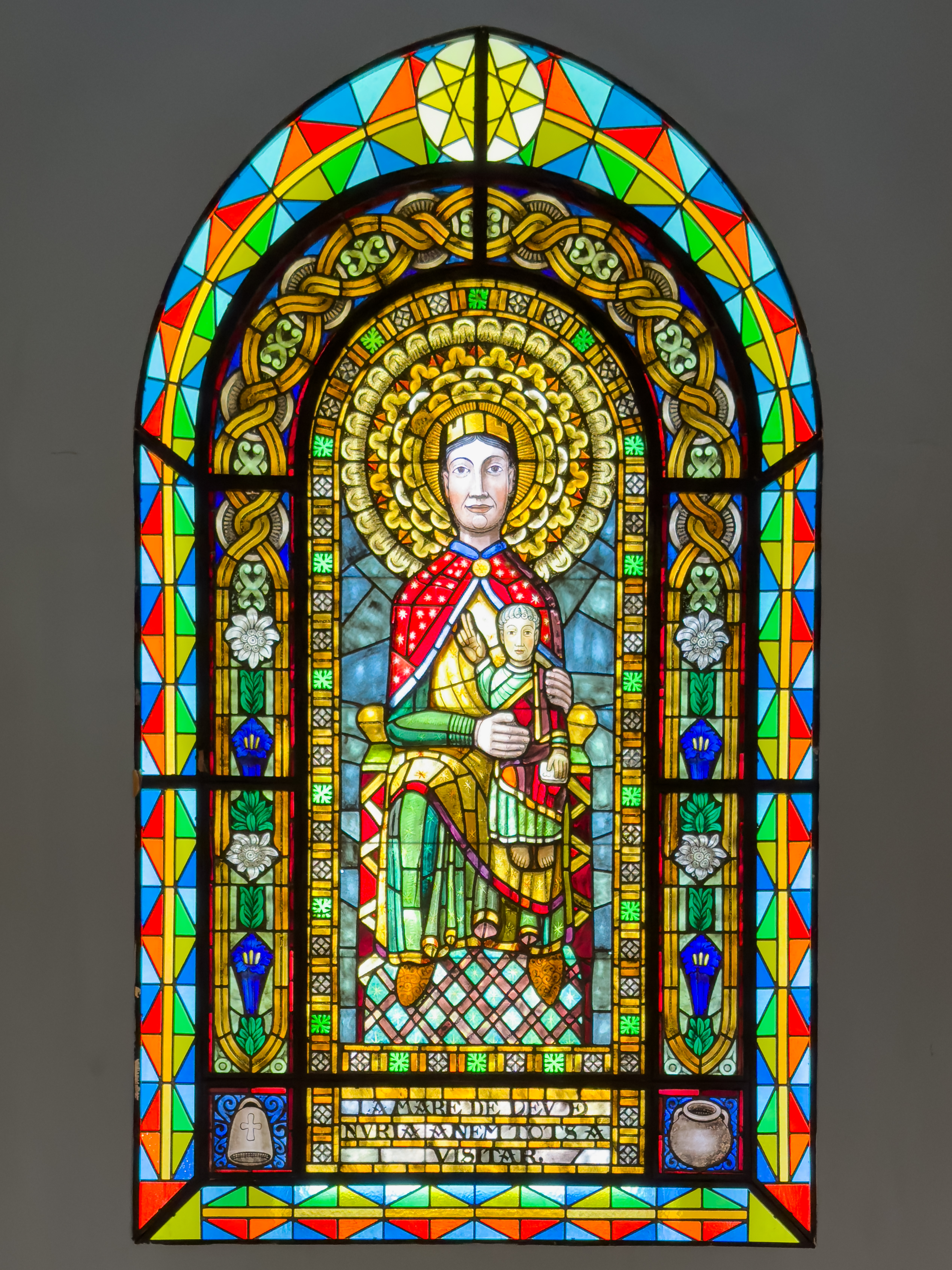
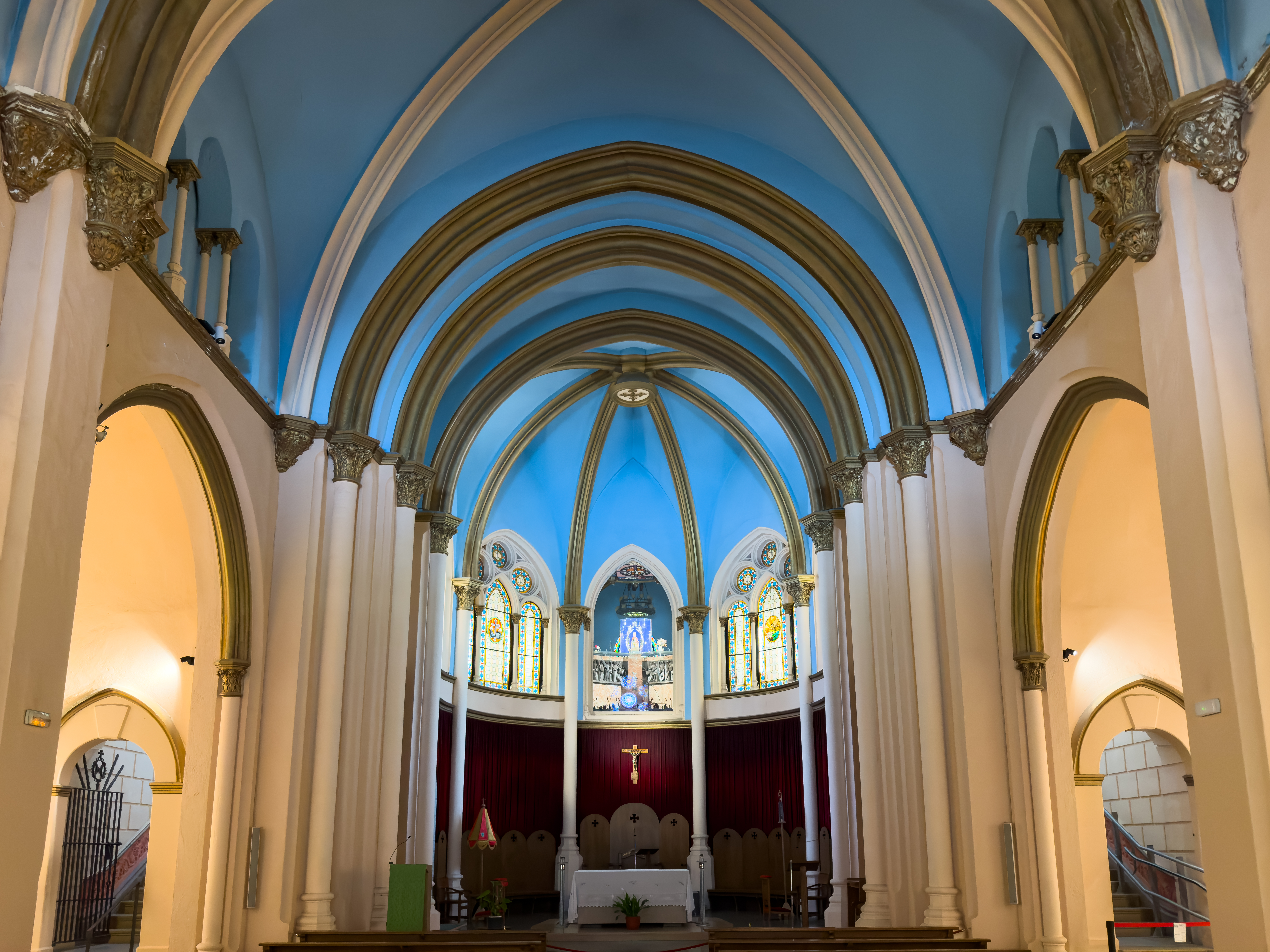
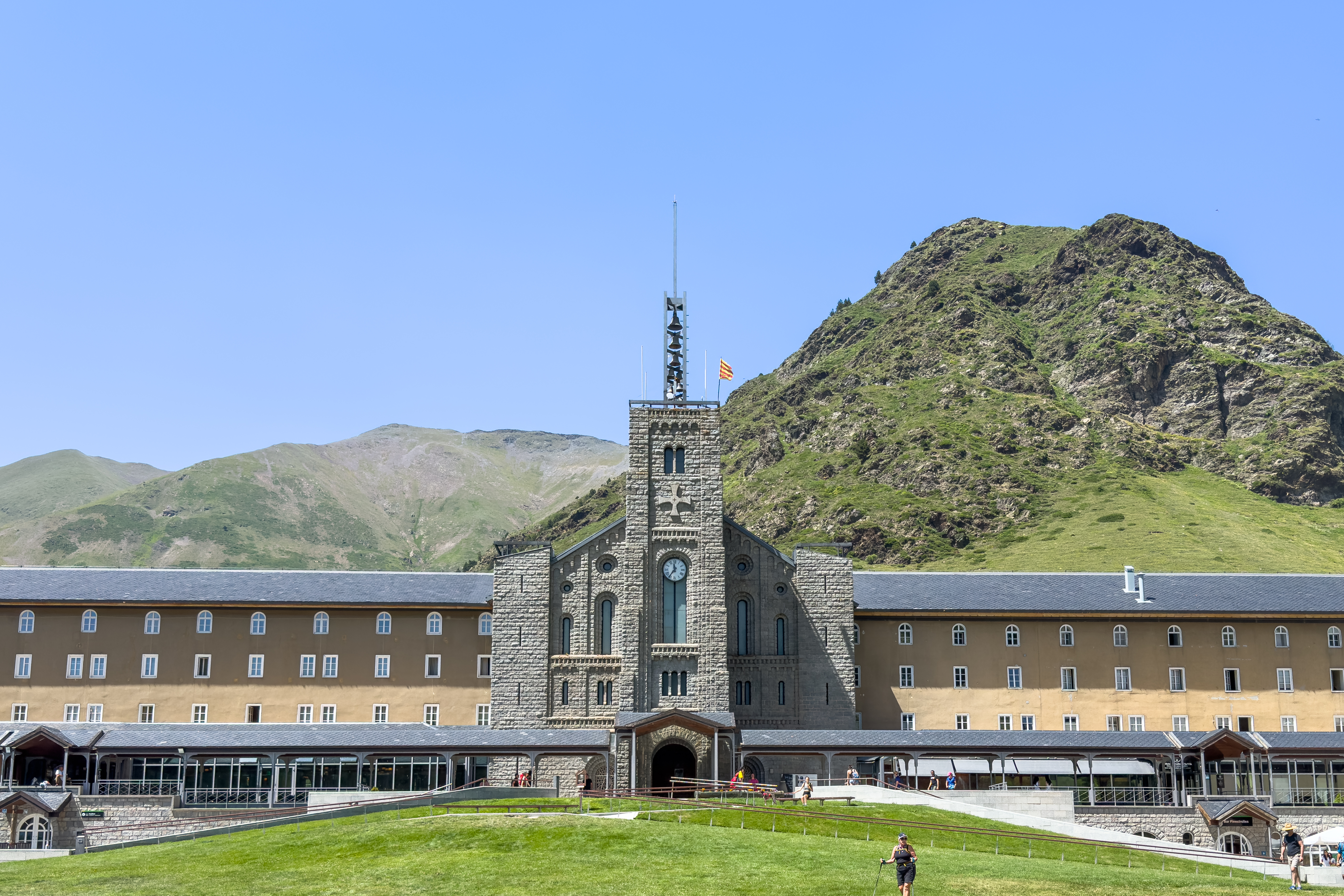
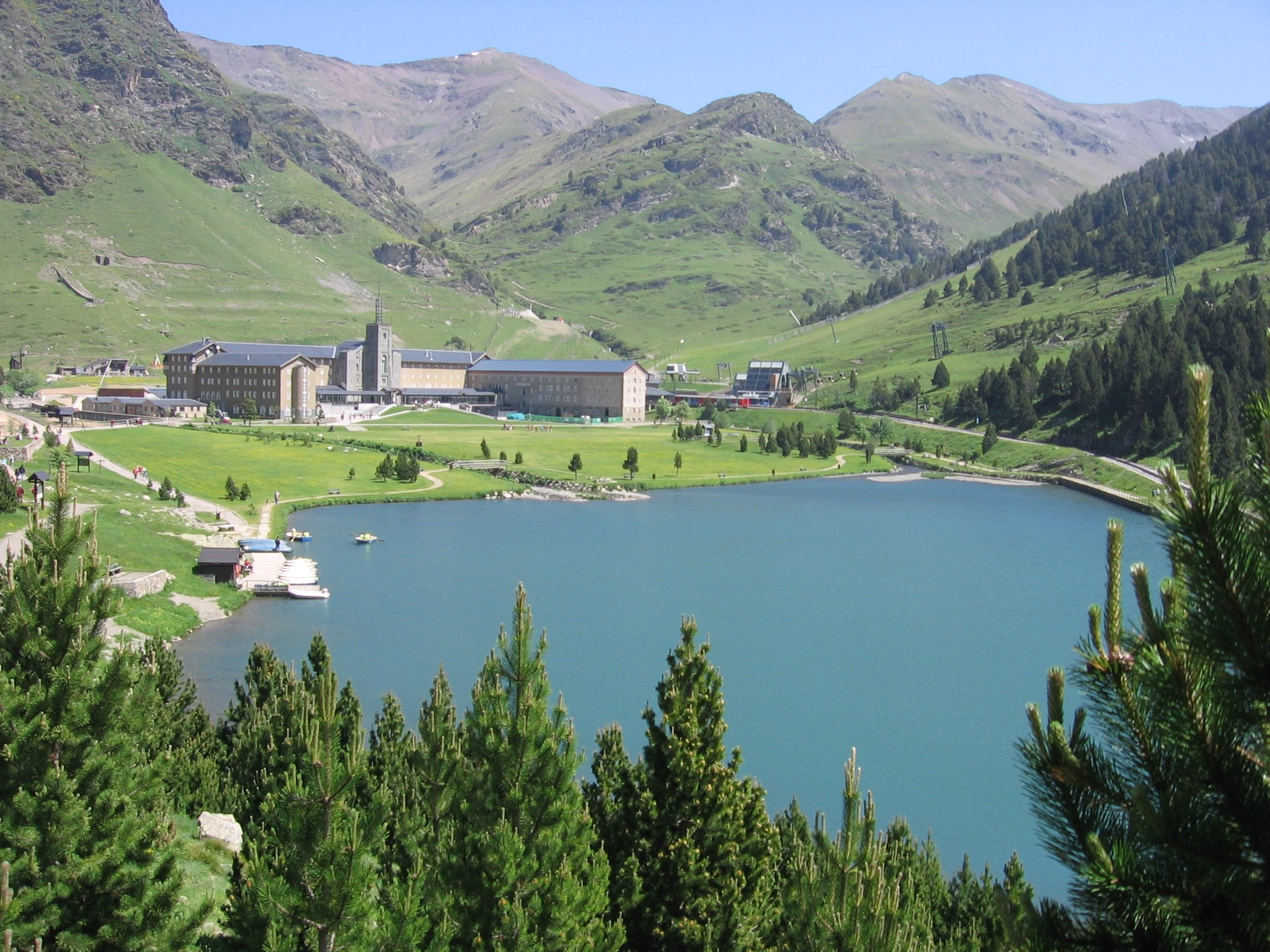